# Hyperamblyops megalops
Hyperamblyops megalops är en kräftdjursart som först beskrevs av O. Tattersall 1955.  Hyperamblyops megalops ingår i släktet Hyperamblyops och familjen Mysidae. Inga underarter finns listade i Catalogue of Life.